# Sainte-Anne-de-Beaupré
Sainte-Anne-de-Beaupré é uma cidade localizada na província de Quebec no Canadá.